# Agostino Oglialoro Todaro
Agostino Oglialoro Todaro (Palermo, 10 agosto 1847 – Napoli, 21 giugno 1923) è stato un chimico italiano con prevalenti contributi scientifici in chimica analitica, farmaceutica e tossicologica. A Napoli fu docente universitario, direttore delle Scuole di Farmacia e di Magistero, preside della facoltà di Scienze fisiche, chimiche e naturali e rettore della Regia Università degli Studi.

## Biografia

### La formazione giovanile e gli inizi della carriera accademica
Agostino Oglialoro nacque da Francesco e da Angela Todaro, appartenente alla nobile famiglia palermitana dei baroni della Galia.
Compiuti regolarmente gli studi medi, iniziò la sua formazione scientifica che avrebbe derivato principalmente dall'esercizio delle tecniche analitiche qualitative e quantitative, apprese e praticate come preparatore presso i laboratori delle R. Università, prima di Palermo e poi di Roma.
Il suo percorso di studi universitari fu infatti discontinuo ed irregolare. Iscrittosi nel 1869 alla Facoltà di Matematica per conseguire la laurea in ingegneria, Oglialoro abbandonò gli studi dopo il biennio per poi riprenderli a Scienze naturali qualche anno dopo e laurearsi in chimica nel 1877, a trent'anni e grazie ad una riduzione temporale del percorso accademico, autorizzata dal ministero.
Attratto dalla vita di laboratorio e dal lavoro analitico, nel dicembre 1872, Oglialoro era entrato come secondo preparatore presso il Laboratorio di Chimica generale della R. Università di Palermo, diventando uno stretto collaboratore del direttore Emanuele Paternò, con il quale avrebbe poi pubblicato il suo primo lavoro.
Sul finire del 1873 Stanislao Cannizzaro, direttore dell'Istituto chimico della R. Università di Roma, lo volle come preparatore nei nuovi laboratori di via Panisperna, dove rimase fino all'ottobre del 1875 quando rientrò a Palermo nominato assistente e vice direttore presso il gabinetto di chimica generale e Scuola pratica di chimica della R. Università.
Nel 1879 ottenne per concorso la cattedra di chimica generale presso le Facoltà di medicina e chirurgia e di Scienze fisiche, matematiche e naturali della R. Università di Messina dove fu anche direttore del Gabinetto e laboratorio di chimica organica e inorganica.
Insoddisfatto però della sede di Messina, per l'inadeguatezza dei locali e l'esiguità della dotazione strumentale del laboratorio, Oglialoro vinse nel 1880 il concorso al ruolo di professore ordinario presso la R. Università di Torino e risultò secondo nell'analogo concorso a Napoli dopo Michele Fileti, anche lui chimico della scuola palermitana di Cannizzaro.
D'accordo con Fileti chiese lo scambio di sedi e, nell'ottobre del 1881 ottenne di essere trasferito a Napoli come ordinario di Chimica generale presso la R. Università.
L'arrivo a Napoli di Oglialoro segnò una svolta nel suo percorso scientifico e professionale e nella sua vita privata.

### Il periodo napoletano, dalla ricerca sperimentale alla didattica
Dal punto di vista dell'attività scientifica, i suoi contributi di ricerca diminuirono progressivamente come pure andò parallelamente riducendosi la sua produzione bibliografica, fino a terminare del tutto intorno al 1910. Questo significativo cambiamento, rispetto ad anni precedenti che lo avevano visto cogliere risultati di gran lunga più significativi, gli venne rimproverato sia da Cannizzaro che da Paternò che lo esortarono più volte a riprendere l'attività sperimentale e le pubblicazioni, adempiendo così il «dovere degli uomini di scienza», ma inutilmente.

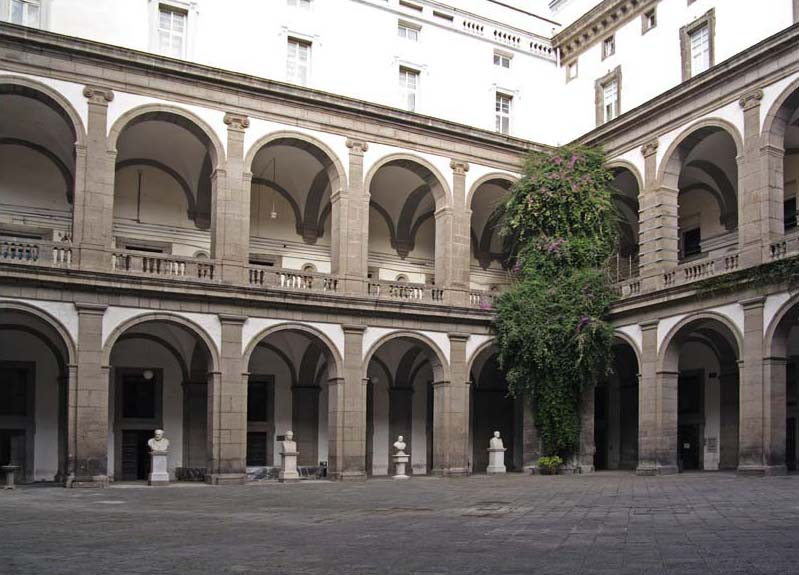
Il Chiostro Monumentale, o Cortile delle Statue, nel complesso architettonico della Casa del Salvatore. I locali del porticato del lato Nord ospitarono il primo Istituto chimico della R. Università di Napoli.

Secondo alcuni dei suoi allievi e collaboratori, tra cui Oreste Forte, Orazio Rebuffat e Francesco Giordani, fu solo una sua scelta consapevole il motivo che lo portò a spendere tempo ed energie principalmente nella «cura coscienziosa e completa del laboratorio e della coltura dei giovani» e nell'impegno civile, piuttosto che nella ricerca di nuovi risultati sperimentali e nell'arricchimento della produzione bibliografica personale.
Ma forse ci furono anche altre ragioni. Non ultima, l'operare in «un ambiente difficilissimo quale quello dell’Università di Napoli» dove «lo avevano accolto in sul principio con fredda ostilità» e dove, a fronte dell'inesistenza di un vero istituto chimico e di laboratori funzionali, «esistevano, invece, basse gelosie e competizioni personali [...] ribellioni volgari..., ostruzionismo ignorante e finanche - ho vergogna a dirlo - minaccia alla tranquillità ed alla integrità stessa personale».
Ridotta, e poi smessa del tutto l'attività di ricerca, il magistero di Oglialoro a Napoli si espresse nella docenza, nel rapporto con gli studenti e nell'assunzione, come titolare, di responsabilità istituzionali in ambito accademico. Ricoprì le cariche di regio commissario nella R. Scuola superiore di Medicina veterinaria, di membro del Consiglio di amministrazione della Stazione zoologica, di direttore delle Scuole di Farmacia e di Magistero, di preside della Facoltà di Scienze fisiche, matematiche e naturali e fu anche rettore della R. Università per due mandati, nei bienni 1897-99 e 1917-19.

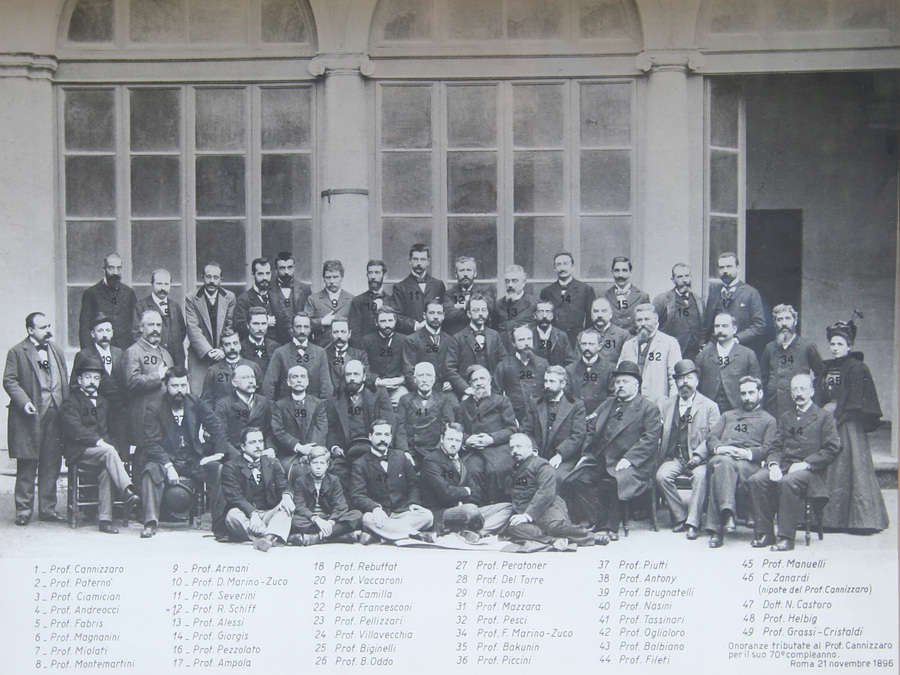
Roma, 21 novembre 1896. Foto di gruppo di chimici italiani in occasione delle onoranze per il 70º compleanno di Stanislao Cannizzaro. Oglialoro è il terzo da destra in seconda fila (seduto), subito alla sua destra c'è Paternò, poi Ciamician e Cannizzaro. Unica donna, a destra in terza fila in piedi, è Marussia Bakunin moglie di Oglialoro.

In ambito cittadino fu destinatario di svariati incarichi pubblici di cui non volle «assumere soltanto la parte onorifica e decorativa», ma volle disimpegnarne «le corrispondenti mansioni con assiduità, scrupolosità e coscienza». Fu sub-commissario per la pubblica istruzione durante l'amministrazione straordinaria del Comune di Napoli del Commissario regio Giuseppe Saredo, membro del Consiglio provinciale sanitario, consigliere d’amministrazione degli Ospedali Riuniti, consulente chimico onorario dell’Ospedale dei Pellegrini, presidente onorario dell'Associazione Farmaceutica Napoletana e, inoltre, delegato del Comune nella R. Stazione sperimentale per l’industria delle pelli, presidente della giunta di vigilanza nella R. Scuola Regina Margherita, presidente, nel 1891, della Società dei Naturalisti in Napoli, tesoriere generale della Società Reale, ininterrottamente dal 1892, e primo presidente, nel 1910, della neonata sezione napoletana della Società Chimica Italiana.

### Il nuovo Istituto di Chimica generale
Nel 1881, quando Oglialoro divenne il nuovo direttore dell'Istituto chimico della R. Università di Napoli, trovò una struttura che, «rimasta nello stato preciso della sua fondazione» - ad opera di Sebastiano De Luca nel 1862 - lasciava «ora molto a desiderare».
Convinto che la preparazione universitaria di un chimico non potesse prescindere dal tirocinio di laboratorio, che comportasse l'addestramento al lavoro analitico e l'educazione alla pratica sperimentale, Oglialoro fin dai primi anni della sua direzione fu consapevole dell'urgenza di realizzare un nuovo istituto chimico.

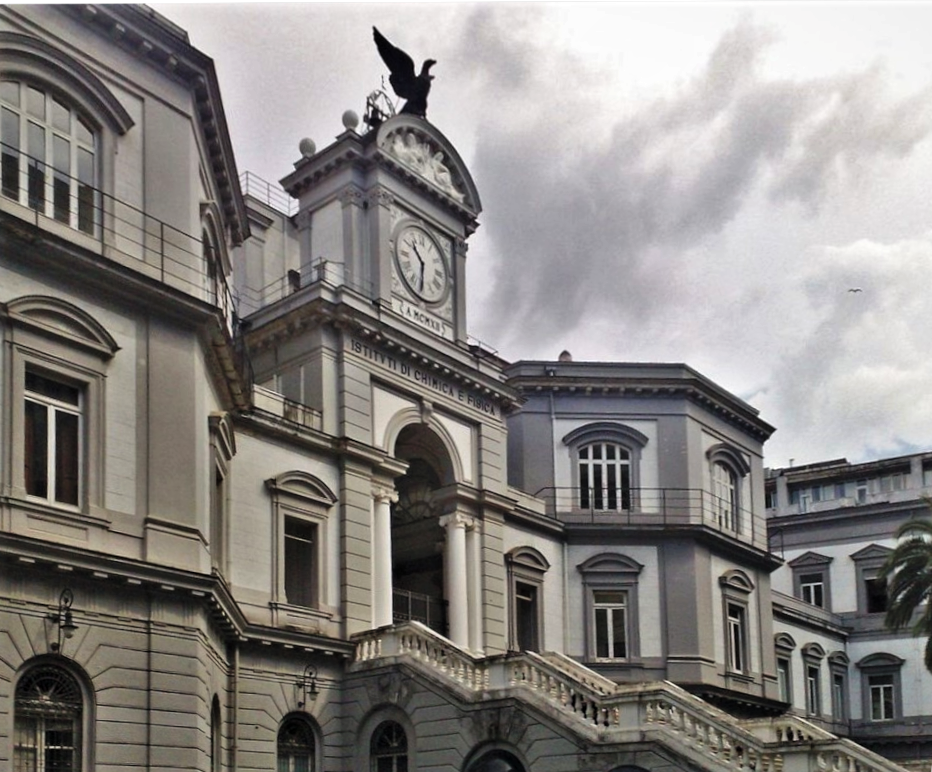
Lo Scalone della Minerva. A sinistra dello scalone è visibile la costruzione ottagonale che ospitava la grande aula "ad anfiteatro" del nuovo Istituto di Chimica di Oglialoro.

L'occasione si presentò nel 1885 quando, a seguito della violenta epidemia di colera del 1884 a Napoli, fu varato dal governo di Agostino Depretis, il grande progetto urbanistico-architettonico Pel risanamento della città di Napoli. Questo prevedeva, tra l'altro, l'edificazione di nuove sedi universitarie, a valle dello storico complesso ex gesuitico della Casa del Salvatore, ed una radicale ristrutturazione delle sedi preesistenti, carenti di attrezzature e ormai insufficienti, a fronte dell'aumento considerevole della popolazione studentesca.
In particolare furono costruiti tre nuovi edifici, il Palazzo dell'Università, prospiciente il neo corso Umberto I, e due blocchi edilizi arretrati che formavano un unico corpo di fabbrica con il Palazzo e che furono collegati con le sedi preesistenti tramite una scalinata monumentale esterna, lo Scalone della Minerva.
Oglialoro si adoperò e ottenne che i locali di uno dei due corpi arretrati, quello prospiciente la vecchia via Mezzocannone, diventassero la sede del nuovo Istituto di Chimica Generale della R. Università di Napoli.
Completati i lavori, il nuovo Istituto di Chimica fu inaugurato nel novembre del 1913 e da allora Oglialoro non risparmiò «alcun sacrifizio, perfino ricorrendo nei casi estremi a personali anticipi finanziarii, pur di affrettare la sospirata sistemazione dell'istituto e poter cominciare ad accogliere intorno a sé gli studiosi».

### La scuola di chimica di Oglialoro

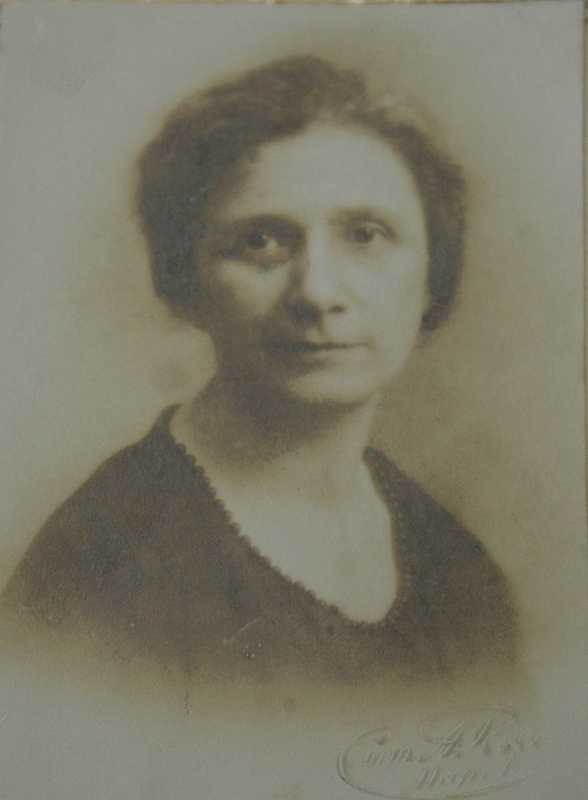
Marussia Bakunin (1873-1960), circa il 1925. Sposata con Oglialoro l'11 marzo 1896.

A partire da una decina di frequentatori iniziali, la scuola di chimica di Oglialoro «andò di anno in anno accreditandosi». Oglialoro vi accolse non solo gli iscritti al corso di Chimica ma diede «ospitalità larga e disinteressata» anche a studenti di Medicina, di Farmacia o di Ingegneria che, pur non seguendo gli studi chimici, desideravano praticare la chimica sperimentale.
Moltissimi furono così gli studenti iniziati alla ricerca scientifica e molti furono i chimici che, formatisi alla scuola di Oglialoro, si sarebbero poi affermati in campo scientifico e professionale. Tra questi Oreste Forte, Orazio Rebuffat, Antonio Cabella, Francesco Giordani, Francesco Mauro e, ovviamente, la prima donna laureata in chimica in Italia nel 1895 Marussia Bakunin, che «Gli fu dapprima allieva e poi Compagna diletta nella vita e nello studio» e che Oglialoro, ormai quasi cinquantenne, sposò l’11 marzo del 1896. 
Oglialoro fece parte di diverse Accademie ed Istituzioni scientifiche italiane e straniere. Fu socio dell'Accademia pontaniana, dell'Accademia di Scienze Fisiche e Matematiche della Società Reale di Napoli, del R. Istituto d’incoraggiamento, dell'Accademia Gioenia di Scienze naturali di Catania, della Società Chimica Tedesca di Berlino (Deutsche Chemische Gesellschaft zu Berlin, DChG), della R. Accademia di Scienze, Lettere e belle Arti di Palermo, della Società di Scienze naturali ed economiche di Palermo, e fu anche uno dei primissimi soci della Società dei Naturalisti in Napoli. Inoltre, fu socio dell'Associazione farmaceutica di Messina e, a Napoli, Presidente onorario dcli' Associazione farmaceutica napoletana, collaboratore della Rivista internazionale d'igiene, Socio Onorario dell’Ordine dei Sanitari e dell'Associazione di Mutuo Soccorso fra gli Impiegati di Farmacia.
Fu insignito di diverse onorificenze sia dell’Ordine della Corona d’Italia, sia dell’Ordine dei Santi Maurizio e Lazzaro.
Per sopraggiunti limiti di età fu collocato a riposo 12 agosto del 1922 e il 15 dicembre dello stesso anno fu nominato professore emerito.
Morì nel giugno dell'anno successivo ed il Comitato, di allievi ed amici, che si era originariamente costituito per celebrarlo in occasione del suo pensionamento, decise allora di destinare il ricavato della pubblica sottoscrizione all'istituzione di un Premio triennale perpetuo intitolato ad Oglialoro da conferire, per concorso, ai migliori laureati in chimica pura della R. Università di Napoli.

## Attività scientifica
L'attività scientifica di Oglialoro ebbe inizio a Palermo con l'incarico di secondo preparatore presso il Laboratorio di Chimica generale di Emanuele Paternò, nel 1873, e si interruppero con la pubblicazione del suo ultimo lavoro, nel 1910.
A parte i suoi contributi in chimica idrologica e in geochimica, il settore principale di indagine fu quello analitico, farmacologico e tossicologico. Si occupò principalmente dell'isolamento di sostanze organiche, estratte da prodotti naturali, come per l'essenza di pepe cubebe e della preparazione di nuovi prodotti di sintesi. Di tutti questi composti, attraverso l'analisi elementare, ricavò la composizione centesimale e la formula grezza e ne descrisse in dettaglio le proprietà chimico-fisiche, la reattività e le modalità di preparazione, estendendo lo studio anche ai rispettivi prodotti organici derivati. 

### Gli anni dapreparatoree l'inizio dell'attività di ricerca
Formatosi alla scuola di Cannizzaro e di Paternò, Oglialoro inizialmente ne seguì le impronte, sia per la scelta degli argomenti che per l’impostazione degli esperimenti e l’interpretazione dei risultati. Il suo lavoro di esordio fu infatti uno studio sulla reattività del cloralio, un cloroderivato dell'acetaldeide, che era stato già oggetto di indagine da parte di Paternò.
Di questo composto, un tempo usato come sedativo e ipnotico, Oglialoro continuò a occuparsene anche dopo il trasferimento a Roma nei laboratori di Cannizzaro. In due successivi lavori riconobbe e illustrò le due fasi della reazione di bromurazione del cloralio anidro e ne individuò il prodotto di addizione con l'alcol allilico.
Rientrato a Palermo Oglialoro, in collaborazione con Paternò e poi da solo, si dedicò all'isolamento, alla purificazione e alla caratterizzazione chimico-fisica di estratti naturali di Lecanora atra, di Cladonia rangiferina e di Teucrium fruticans, e dimostrò inoltre la non identità di altri due estratti naturali: la limonina, ricavata dai semi degli agrumi e la colombina, estratta dalle radici di calumba.

### Gli studi sulla natura chimica della picrotossina
La picrotossina è una fitotossina molto importante in tossicologia e di un certo interesse farmacologico, quale stimolante del centro del respiro nel trattamento dell’avvelenamento da barbiturici. Estratta dai semi di Anamirta cocculus (coccola di levante), per la prima volta, nel 1812, da Pierre François Guillaume Boullay, fu oggetto di un lungo studio e di numerose pubblicazioni da parte di Oglialoro, sia da solo sia in collaborazione prima con Paternò a Palermo e, successivamente a Napoli con Forte.
Nel loro ultimo e conclusivo lavoro sulla natura chimica della picrotossina, Oglialoro e Paternò, confutarono le tesi degli Autori precedenti e la correttezza delle formule molecolari da loro proposte, e riuscirono a «istabilire una formola definitiva non fondata sulla sola composizione centesimale» rivelatasi successivamente come quella corretta. I due chimici palermitani assegnarono alla picrotossina la formula molecolare C30H34O13 a 30 atomi di carbonio, come era stato già anticipato da Oglialoro in una lettera a Cannizzaro del 1879.
Stabilirono inoltre che la picrotossina, diversamente da quanto era stato sostenuto da Barth e Kretschy, non era un miscuglio di tre principi diversi (picrotossina, picrotina ed anamirtina) che preesistevano già isolati nel prodotto greggio (la picrotossina grezza), ma era una sostanza pura che, essendo però poco stabile in ambiente basico, facilmente si dissociava in due molecole di massa molecolare minore, entrambe a 15 atomi di carbonio: la picrotossinina C15H16O6 e la picrotina C15H18O7.

### I derivati dell’acido cinnamico e l'interpretazione della reazione di Perkin
Nel 1878 Oglialoro volle verificare l'esperienza di William Henry Perkin che, pochi mesi prima, aveva ottenuto l'acido cinnamico facendo agire l'acetato sodico e l'anidride acetica sulla benzaldeide. Secondo l'interpretazione del chimico inglese era l'anidride acetica a reagire con la benzaldeide mentre il sale organico, l'acetato sodico, agiva da condensante. Oglialoro ripeté la reazione usando come sale organico il fenilacetato di sodio. Diversamente da quanto teorizzato da Perkin, secondo cui il prodotto di reazione avrebbe dovuto essere lo stesso qualunque fosse stato il sale organico utilizzato, Oglialoro ottenne l'acido fenilcinnamico, in luogo del cinnamico.

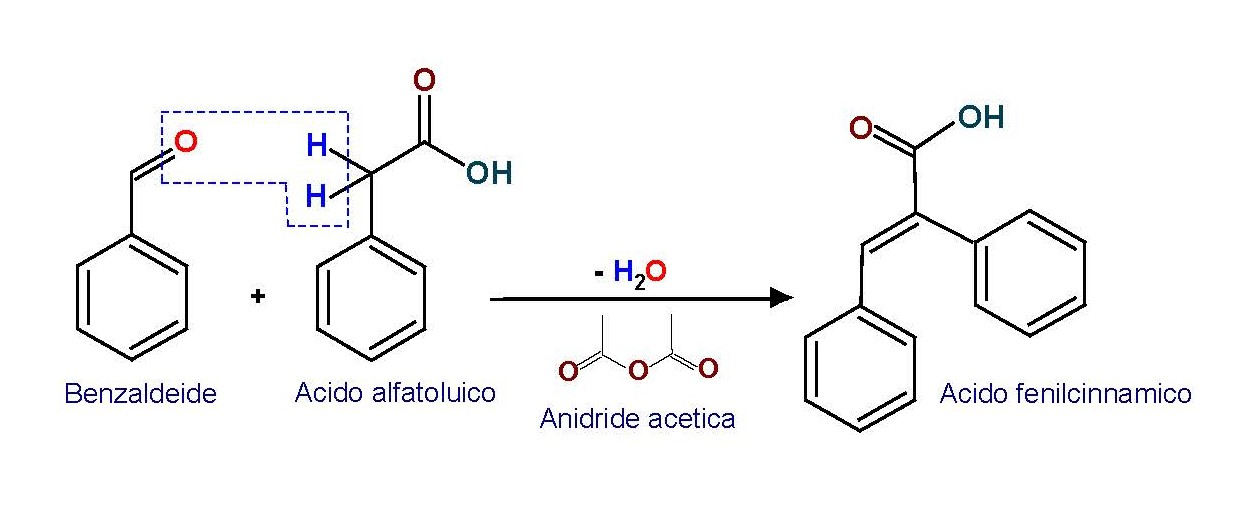
Sintesi dell'acido fenilcinnamico, secondo l'interpretazione di Oglialoro della reazione di condensazione di Perkin (Oglialoro, 1878a).

L'evidenza sperimentale che il prodotto di reazione conteneva il radicale fenilico del sale organico implicava che fosse quest'ultimo a reagire con la benzaldeide e non l'anidride acetica, che agiva invece da disidratante. Secondo l'interpretazione di Oglialoro, la condensazione avveniva in seguito alla combinazione dell'ossigeno carbonilico della benzaldeide con i due idrogeni metilenici del fenilacetato, con formazione di una molecola d’acqua, eliminata per azione disidratante dell’anidride acetica
Dal punto di vista della ricerca in chimica analitica questo fu il risultato più significativo di Oglialoro che legò il suo nome a questa reazione organica nota, da allora, come reazione di Oglialoro-Perkin.
Negli anni successivi, ancora nei laboratori di Palermo e poi a Messina e a Napoli, Oglialoro portò avanti questa linea di ricerca e, «allo scopo di generalizzare sempre più la reazione» realizzò la sintesi di diversi acidi carbossilici α-β insaturi facendo variare, a turno, o l’aldeide aromatica o il sale organico, e dimostrando così che questa reazione poteva costituire il punto di partenza per la preparazione di un gran numero composti organici.

### Il periodo napoletano e la fine dell'attività di ricerca

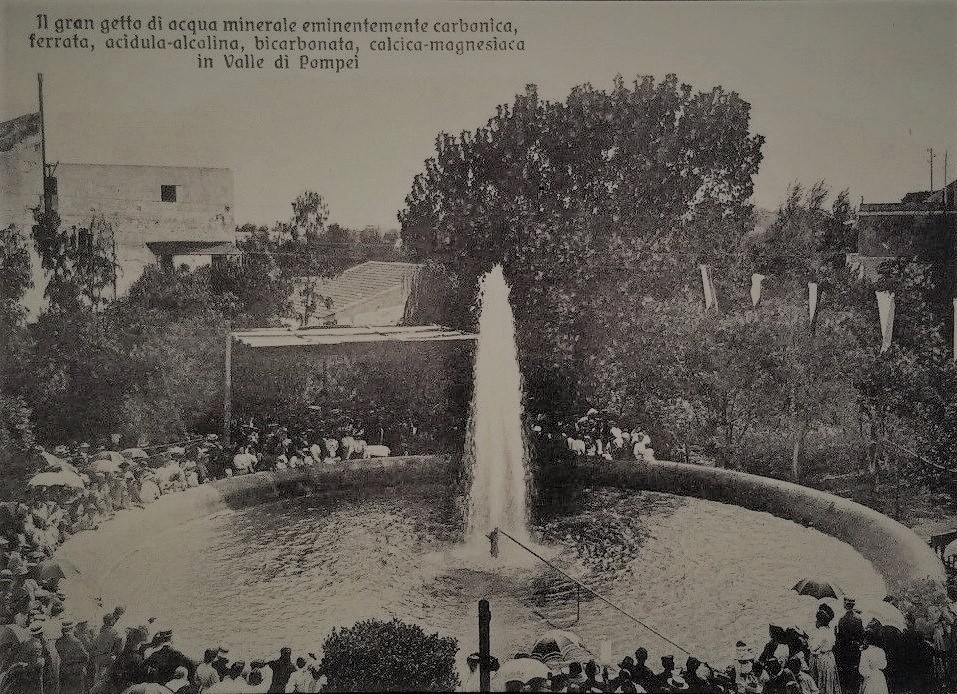
Sorgente artesiana “Acqua minerale di Valle di Pompei” (circa il 1907)

Per i primi anni dopo il suo trasferimento a Napoli, Oglialoro proseguì la preparazione di nuovi composti organici, utilizzando la reazione di condensazione di Perkin. In collaborazione, in genere, con suoi allievi - tra cui Galileo Cannone, Emilio Rosini, Oreste Forte e, successivamente, Maria Bakunin - pubblicò nei Rendiconti della Società Reale di Napoli, una serie di lavori sui nuovi prodotti di sintesi e su numerosi loro derivati, tutti dettagliatamente caratterizzati.
Nel 1890, con la pubblicazione di un'ultima nota sugli acidi creosolcinnamici e metacresolglicolico, Oglialoro interruppe definitivamente l'attività di ricerca in questo settore. Negli anni a seguire, a parte un breve lavoro di geochimica sulle sabbie vulcaniche emesse dal Vesuvio, Oglialoro si occupò di chimica idrologica pubblicando, tra il 1894 ed il 1910, numerose analisi qualitative e quantitative di acque naturali, minerali o termali di diverse sorgenti del napoletano, spesso su incarico delle Amministrazioni Comunali e, praticamente sempre, con la collaborazione di suoi allievi o assistenti.

## Opere

### Lavori accademici di chimica analitica, farmaceutica e tossicologica
- (In collaborazione con Emanuele Paternò), Studj sul cloral; di E Paternò ed A. Oglialoro, in Gazz. Chim. Ital., III, anno III, Palermo, Uff. Tip. Michele Amenta, 1873,  pp. 533-541.
- Sull’azione del bromo sul cloral anidro di A. Oglialoro, in Gazz. Chim. Ital., IV, anno IV, Palermo, Uff. Tip. Michele Amenta, 1874,  pp. 457-462.
- Allilato di cloralio: di A. Oglialoro. Notizia preliminare, in Gazz. Chim. Ital., IV, anno IV, Palermo, Uff. Tip. Michele Amenta, 1874,  pp. 463-465.
- Studi sull'essenza di pepe cubebe, prima Nota di A. Oglialoro presentata al Presidente dal socio Cannizzaro il 28 luglio 1875, in Atti R. Acc. dei Lincei, II,  ser. 2, anno CCLXXII (1874-1875), Roma, Tip. del Salviucci, 1875,  pp. 685-688.
- Studj sull’essenza di pepe cubebe; di A. Oglialoro, in Gazz. Chim. Ital., V, anno V, Palermo, Uff. Tip. Michele Amenta, 1875,  pp. 467-472.
- Avvertenze per la preparazione dell'ossido ferrico e rameico dai loro rispettivi solfati per non ottenere in loro vece dei solfati basici, in Gazz, Chim. Ital., VI, anno VI, Palermo, Uff. Tip. Michele Amenta, 1876,  p. 324.
- (In collaborazione con Emanuele Paternò), Sopra un nuovo acido, estratto dalla Lecanora atra; di E. Paternò ed A. Oglialoro, in Gazz, Chim. Ital., VII, anno VII, Palermo, Uff. Tip. Michele Amenta, 1877,  pp. 189-192.[72]
- Studj sul Teucrium fruticans; del Dr. A. Oglialoro. Notizia preliminare, in Gazz, Chim. Ital., VIII, anno VIII, Palermo, Uff. Tip. Michele Amenta, 1878,  pp. 440-446.
- (In collaborazione con Emanuele Paternò), Sulla supposta identità della colombina con la limonina; di E Paternò ed A. Oglialoro., in Gazz, Chim. Ital., IX, anno IX, Palermo, Uff. Tip. Michele Amenta, 1879,  pp. 64-67.
- Brevi osservazioni sopra una recente comunicazione di J. Riban. Pel Socio Ordinario Ag. Oglialoro. Adunanza del dì 13 gennaio 1883, in Rend. Acc. Sc. Fis, e Mat. Soc. R. Napoli, XXII, fasc. I, Napoli, Tip. R. Acc. Sc. Fis. e Mat., 1883,  pp. 15-16.
- Azione dell’acido nitrico sulla teucrina. Nota del Socio Ordinario A. Oglialoro. Adunanza del dì 9 giugno 1883, in Rend. Acc. Sc. Fis, e Mat. Soc. R. Napoli, XXII, fasc. VI, Napoli, Tip. R. Acc. Sc. Fis. e Mat., 1883,  p. 221.
- Disinfezioni. Notizie del Socio Ordinario Ag. Oglialoro. Adunanza del dì 13 settembre 1884, in Rend. Acc. Sc. Fis, e Mat. Soc. R. Napoli, XXIII, fasc. IX, Napoli, Tip. R. Acc. Sc. Fis. e Mat., 1884,  pp. 135-140.
- (In collaborazione con Oreste Forte e Antonio Cabella), Sul processo di Selmi per la ricerca tossicologica dell'arsenico. Nota del Socio Ordinario A. Oglialoro e del dottor O. Forte. Adunanza del dì 19 dicembre 1896, in Rend. Acc. Sc. Fis, e Mat. Soc. R. Napoli, II, ser. III, anno XXXV, n. 12, Napoli, Tip. R. Acc. Sc. Fis. e Mat., 1896,  pp. 348-453.
- Sulle perdite che avvengono nella ricerca tossicologica dei corpi volatili. Nota preliminare del Socio Ordinario A. Oglialoro. Adunanza del 15 dicembre 1900, in Rend. Acc. Sc. Fis, e Mat. Soc. R. Napoli, VI, ser. III, anno XXXIX, 8, 9, 10, 11 e 12, Napoli, Tip. R. Acc. Sc. Fis. e Mat., 1900,  pp. 241-244.

### Lavori accademici sulla picrotossina
- (In collaborazione con Emanuele Paternò), Ricerche sulla picrotossina; di E. Paternò ed A. Oglialoro, in Gazz, Chim. Ital., VI, anno VI, Palermo, Uff. Tip. Michele Amenta, 1876,  pp. 531-534.[73]
- (In collaborazione con Emanuele Paternò), Nuove ricerche sulla picrotossina; di E. Paternò ed A. Oglialoro, in Gazz, Chim. Ital., VII, anno VII, Palermo, Uff. Tip. Michele Amenta, 1877,  pp. 193-197.[74]
- (In collaborazione con Emanuele Paternò), Nuovi studj sulla picrotossina; di E Paternò ed A. Oglialoro., in Gazz, Chim. Ital., IX, anno IX, Palermo, Uff. Tip. Michele Amenta, 1879,  pp. 57-64.
- Sulle reazioni caratteristiche della picrotossina e di alcuni suoi derivati; del Dr. A. Oglialoro., in Gazz, Chim. Ital., IX, anno IX, Palermo, Uff. Tip. Michele Amenta, 1879,  pp. 113-118.
- (In collaborazione con Emanuele Paternò), Ricerche e considerazioni sulla natura chimica della picrotossina; di E. Paternò ed A. Oglialoro., in Gazz, Chim. Ital., XI, anno XI, fasc. I, Palermo, Uff. Tip. Michele Amenta, 1881,  pp. 36-52.[75]
- (In collaborazione con Oreste Forte), Azione dell'acido jodidrico e del fosforo rosso sopra l'idrato di picrotosside. Nota preliminare del Socio A. Oglialoro e del D. O. Forte. (Adunanza del di 2 maggio 1891 ), in Rend. Acc. Sc. Fis. e Mat. Soc. R. Napoli, V, anno XXX, ser. II, Napoli, Tip. R. Acc. Sc. Fis. e Mat., 1891,  pp. 124-125.
- (In collaborazione con Oreste Forte), Azione dell'acido iodidrico e fosforo rosso sopra l'idrato di picrotosside. Nota preliminare di A. Oglialoro e O. Forte. (Giunta il 29 giugno 1891), in Gazz. Chim. Ital., XXI, anno XXI, parte II, n. 9, Palermo, Tip. Dello Statuto, 1891,  pp. 213-215.
- Brevi notizie sull'acido picrotossinico. Nota del Socio Ordinario A. Oglialoro. Adunanza del dì 3 novembre 1894, in Rend. Acc. Sc. Fis, e Mat. Soc. R. Napoli, VIII, ser. II, anno XXXIII, 11 e 12, Napoli, Tip. R. Acc. Sc. Fis. e Mat., 1894,  p. 189.

### Lavori accademici sui prodotti della reazione di Perkin
- Sintesi dell’acido fenilcinnamico del Dr. Ag. Oglialoro, in Gazz, Chim. Ital., VIII, anno VIII, Palermo, Uff. Tip. Michele Amenta, 1878,  pp. 429-434.
- Sintesi della fenilcumarina; del Dr. A. Oglialoro., in Gazz, Chim. Ital., IX, anno IX, Palermo, Uff. Tip. Michele Amenta, 1879,  pp. 428-432.
- Sull’acido paraossimetilfenilcinnamico e sull’ossimetilstilbene; del Dr. A. Oglialoro., in Gazz, Chim. Ital., IX, anno IX, Palermo, Uff. Tip. Michele Amenta, 1879,  pp. 533-538.
- Sintesi dell’acido ossifenilcinnamico; del Dr. A. Oglialoro, in Gazz, Chim. Ital., X, anno X, fasc. IX e X, Palermo, Uff. Tip. Michele Amenta, 1880,  pp. 481-485.
- Sintesi dell’acido acetilfenilparacumarico e fenilparacumarico. Nota preliminare del Socio Ordinario A. Oglialoro. Adunanza del dì 7 ottobre 1882, in Rend. Acc. Sc. Fis, e Mat. Soc. R. Napoli, XXI, fasc. X, Napoli, Tip. R. Acc. Sc. Fis. e Mat., 1882,  pp. 184-185.
- Sintesi dell’acido metilatropico. Nota di A. Oglialoro., in Gazz, Chim. Ital., XV, anno XV, Palermo, Uff. Tip. Michele Amenta, 1885,  pp. 514-516.[76]
- Sintesi dell’ossifenilcumarina. Nota del Socio Ordinario A. Oglialoro. Adunanza del dì 7 maggio 1887, in Rend. Acc. Sc. Fis, e Mat. Soc. R. Napoli, I, ser. II, anno XXVI, n. 5, Napoli, Tip. R. Acc. Sc. Fis. e Mat., 1887,  pp. 90-91.
- (In collaborazione con Galileo Cannone), Sull’acido ortocresolglicolico. Nota di A. Oglialoro e G. Cannone, in Gazz, Chim. Ital., XV, anno XV, Palermo, Uff. Tip. Michele Amenta, 1888,  pp. 511-514.[77]
- (In collaborazione con Oreste Forte), Sugli acidi cresolcinnamici. Nota del Socio Ordinario A. Oglialoro e del Dr. O. Forte. Adunanza del dì 14 dicembre 1889, in Rend. Acc. Sc. Fis, e Mat. Soc. R. Napoli, III, ser. II, anno XXVIII, n. 12, Napoli, Tip. R. Acc. Sc. Fis. e Mat., 1889,  pp. 253-255.
- Sintesi dell’acido benzilcinnamico. Nota del Socio Ordinario A. Oglialoro. Adunanza del dì 14 dicembre 1889, in Rend. Acc. Sc. Fis, e Mat. Soc. R. Napoli, III, ser. II, anno XXVIII, n. 12, Napoli, Tip. R. Acc. Sc. Fis. e Mat., 1889,  pp. 255-256.
- (In collaborazione con Oreste Forte), Sugli acidi metacresolglicolico e metacresolcinnamico. Nota del Socio Ordinario A. Oglialoro e del D.re O. Forte. (Adunanza del dì 5 aprile 1890), in Rend. Acc. Sc. Fis. e Mat. Soc. R. Napoli, IV, ser. II, anno XXIX, n. 4, Napoli, Tip. R. Acc. Sc. Fis. e Mat., 1890,  pp. 97-101.
- (In collaborazione con Maria Bakunin), Sugli acidi meta e paranitrofenilcinnamici e sopra alcuni loro derivati. Nota del Socio Ordinario A. Oglialoro e di M. Bakunin. (Adunanza del dì 5 aprile 1890), in Rend. Acc. Sc. Fis. e Mat. Soc. R. Napoli, IV, ser. II, anno XXIX, n. 4, Napoli, Tip. R. Acc. Sc. Fis. e Mat., 1890,  pp. 106-114.
- (In collaborazione con Emilio Rosini), Sull’acido ortonitrofenilcinnamico e sull’idrofenilcarbostirile. Di A. Oglialoro ed E. Rosini, in Gazz. Chim. Ital., XX, anno XX, 1890, n. 7, Palermo, Tip. Dello Statuto, 1890,  pp. 396-402.
- (In collaborazione con Emilio Rosini), Sugli acidi creosolcinnamici e metacreosolglicolico. Nota di A. Oglialoro ed E. Rosini, in Gazz. Chim. Ital., XX, anno XX, 1890, n. 9, Palermo, Tip. Dello Statuto, 1890,  pp. 505-513.

### Lavori accademici di geochimica
- (In collaborazione con Luigi Palmieri), Sul terremoto dell’isola d’Ischia della sera del 28 luglio 1883. Relazione dei Soci Ordinari L . Palmieri e A. Oglialoro, in Atti Acc. Sc. Fis, e Mat. Soc. R. Napoli, I, ser. II, n. 4, Napoli, Tip. R. Acc. Sc. Fis. e Mat., 1884,  pp. 1-28, tav. 1.
- Sullo zolfo delle fumarole di Montecito nell’Isola d’Ischia. Nota di A. Oglialoro., in Gazz, Chim. Ital., XIV, anno XIV, Palermo, Uff. Tip. Michele Amenta, 1884,  pp. 30-31.
- Poche notizie sulle sabbie emesse dal Vesuvio. Nota di A. Oglialoro., in Rend. Acc. Sc. Fis. e Mat. Soc. R. Napoli, XII, ser. III, Napoli, Tip. Acc. Sc. Fis. e Mat., 1906,  pp. 135-136.

### Analisi chimiche di acque naturali, minerali e termali
- (in collaborazione con Francesco Mauro, F. Vetere, Orazio Rebuffat, Antonio Cabella, Oreste Forte e Vincenzo Vetere, Analisi chimica completa delle acque minerali di Castellammare di Stabia, eseguite per incarico del Municipio, in Pubblicazione privata, Napoli, M. de Rubertis, 1894,  pp. 1-51, tab. 16.
- Tavole dei risultati analitici delle acque minerali di Castellammare di Stabia. Nota del Socio Ordinario A. Oglialoro. Adunanza del dì 3 novembre 1894, in Rend. Acc. Sc. Fis, e Mat. Soc. R. Napoli, VIII, ser. II, anno XXXIII, 11 e 12, Napoli, Tip. R. Acc. Sc. Fis. e Mat., 1894,  pp. 183-188.
- (In collaborazione con Oreste Forte e Antonio Cabella), Analisi chimica completa qualitativa e quantitativa dell'acqua detta delle Caldarelle presso Riardo. Nota del Socio Ordinario A. Oglialoro e dei dottori O. Forte e A. Cabella. Adunanza del dì 9 febbraio 1895, in Rend. Acc. Sc. Fis, e Mat. Soc. R. Napoli, I, ser. III, anno XXXIV, 1 e 2, Napoli, Tip. R. Acc. Sc. Fis. e Mat., 1895,  pp. 15-30.
- (In collaborazione con Oreste Forte e Antonio Cabella), Analisi chimica completa qualitativa e quantitativa dell'acqua Amaturo dell'Irno presso Salerno. Nota del Socio Ordinario A. Oglialoro e dei dottori O. Forte e A. Cabella. Adunanza del dì 19 ottobre 1895, in Rend. Acc. Sc. Fis, e Mat. Soc. R. Napoli, I, ser. III, anno XXXIV, 8, 9 e 10, Napoli, Tip. R. Acc. Sc. Fis. e Mat., 1895,  pp. 240-250.
- (In collaborazione con Oreste Forte e Antonio Cabella), Analisi chimica completa qualitativa e quantitativa dell'acqua minerale di Marigliano, pozzo artesiano Montagna. Nota del Socio Ordinario A. Oglialoro e dei dottori O. Forte e A. Cabella. Adunanza del dì 1º febbraio 1896, in Rend. Acc. Sc. Fis, e Mat. Soc. R. Napoli, II, ser. III, anno XXXV, n. 2, Napoli, Tip. R. Acc. Sc. Fis. e Mat., 1896,  pp. 38-48.
- (In collaborazione con Oreste Forte, Antonio Cabella, Luigi Nicotera, Luciano Armanni e G. Zagari), Analisi chimica completa qualitativa e quantitativa dell’acqua minerale di Marigliano, pozzo artesiano Montagna, eseguita dal prof. Agostino Oglialoro-Todaro, dagli assistenti dottori Oreste Forte ed Antonio Cabella, e dal dottor Luigi Nicotera, con l’analisi batteriologica eseguita dal prof. Luciano Armanni e dal dottor G. Zagari, in Pubblicazione privata, Napoli, Stab. Tip. R. Pesole, 1897,  pp. 1-13.
- Acque del Gurgitello delle Terme Belliazzi nell'Isola d'Ischia (Casamicciola). Analisi chimica eseguita dal Socio Ordinario A. Oglialoro-Todaro, in Rend. Acc. Sc. Fis, e Mat. Soc. R. Napoli, IV, ser. III, anno XXXVII, n. 5, Napoli, Tip. R. Acc. Sc. Fis. e Mat., 1898,  pp. 190-195.
- (in collaborazione con Oreste Forte, Antonio Cabella e U. Pane), Terme Belliazzi in Casamicciola: Analisi Chimica eseguita dal prof. A. Oglialoro-Todaro, coadiuvato dai dottori O. Forte e A. Cabella. Analisi batteriologica eseguita dal prof. U. Pane., in Pubblicazione privata, Napoli, Tip. Aurelio Tocco, 1899,  pp. 1-65.
- (in collaborazione con Marussia Bakunin e Francesco Arena), Analisi dell’acqua minerale di Valle di Pompei, Pompei, Scuola Tip. Pontificia Figli dei Carcerati, 1908,  pp. 1-7.
- (in collaborazione con Marussia Bakunin e Francesco Arena), La sorgente minerale di Valle di Pompei. Relazione dell’analisi chimica e batteriologica dei Soci A. Oglialoro, M. Bakunin e del prof. F. Arena presentata nell'adunanza del dì 11 luglio 1908, in Atti Acc. Sc. Fis. e Mat. Soc. R. Napoli, XIV, ser. II, n. 3, Napoli, Tip. Acc. Sc. Fis. e Mat., 1910,  pp. 1-21.

### Manuali didattici scritti sulla traccia delle lezioni di Oglialoro
- Marco Sbriziolo, Trattato di chimica generale, inorganica ed organica, esposta sotto il punto di vista delle dottrine moderne, per cura del Prof. M. Sbriziolo. Opera compilata sulle orme delle lezioni dettate dal Cav. A. Oglialoro Todaro, 3 Vol., Napoli, Vincenzo Onofrio Mese, 1882,  pp. 200 (I vol.), 244 (II vol.) e 204 (III vol.).
- Ernesto Castellaneta, Elementi di chimica organica (secondo le lezioni del Prof. A. Oglialoro, raccolte dal Dott. E. Castellaneta), Napoli, Università di Napoli,, s.d.,  p. 112.
- Nozioni di chimica generale per studenti universitari secondo il corso ufficiale. Chimica inorganica, Napoli, Lorenzo Albano libraio-editore, 1901,  p. 392.
- S. T. Liebler, Lezioni di chimica generale del chiarissimo Prof. Cav. A. Oglialoro raccolte dal Dot. S. T. Liebler, Napoli, Giuseppe Eschena Libraio Editore, 1901.
- Lezioni di chimica generale secondo il corso ufficiale 1910 del Chiar.mo Prof. Cav. A. Oglialoro stenografate e con figure, Napoli, Giuseppe Eschena Libraio Editore, 1910.
- L. d'Adernò, Lezioni di chimica organica secondo il corso ufficiale 1910 del Chiar.mo Prof. Cav. A. Oglialoro, Napoli, Giuseppe Eschena Libraio Editore, 1910.

### Commemorazioni e necrologi
- Michele Eugenio Chevreul, in Rend. Acc. Sc. Fis, e Mat. Soc. R. Napoli, III, ser. II, anno XXVIII, n. 5, Napoli, Tip. R. Acc. Sc. Fis. e Mat., 1889,  pp. 114-115.
- Ludwig Mond, in Rend. Acc. Sc. Fis, e Mat. Soc. R. Napoli, XV, ser. III, Napoli, Tip. R. Acc. Sc. Fis. e Mat., 1909,  pp. 314-315.
- (in collaborazione con Marussia Bakunin), In memoria di Stanislao Cannizzaro: parole lette nell'adunanza del di 14 maggio 1910 della R. Accademia delle Scienze Fisiche e Matematiche di Napoli, in Rend. Acc. Sc. Fis, e Mat. Soc. R. Napoli, XVI, ser. III, Napoli, Tip. R. Acc. Sc. Fis. e Mat., 1910,  pp. 135-142.